# AKB48のオーディション
- AKB48 > AKB48のオーディション
- AKB48グループ > AKB48グループ ドラフト会議

AKB48のオーディション（エーケービーフォーティーエイトのオーディション）では、日本の女性アイドルグループ・AKB48のメンバーオーディションについて解説する。

## 概要
オーディションでは、スタッフと協議した上で最終的には総合プロデューサーの秋元康が合格者を決定する。合格者を選出するポイントとしては、正統派美少女ばかりを選ぶのではなく、ファンの好みの多様さに合わせて性格から容姿まで可能な限り幅広く選出することによって（学校の）一クラスのようなリアリティを生み出すようにしている。これに起因して、「AKB48はクラスで1番ではない子を集めた」とするコンセプトが俗説されているが、秋元康は「都市伝説であり、全力で可愛い子を集めた」と否定している（詳細は「AKB48のコンセプト」を参照）。
メンバーオーディション以下で、合格者・不合格者のうち太字となっているのは2025年6月16日現在、AKB48に在籍しているメンバー。
主な実施要項
- 応募資格：AKB48メンバーとして芸能活動ができる人。3期生までは10歳 - 22歳の範囲で設定されていたが、4期生、15期生は11歳 - 18歳まで、5期生から14期生までは11歳 - 18歳位まで、16期生から18期生までは11歳 - 20歳まで、19期生 - 21期生は12歳 - 19歳までのプロダクションに所属していない女性となっている。経験不問。
- 第一次審査：書類選考
- 第二次審査：テレビ電話オーディション、または面接
- 最終審査：面接・ダンス・歌唱力審査
- チーム研究生オーディション落選者は最終審査のみ参加。
- 合格者はレッスン料無料・衣装貸与。
  - 年齢制限や過去の芸能活動などにより応募資格から外れている応募者でも合格している例がある[注釈 3]。

## メンバーオーディション
オープニングメンバーおよび追加メンバーを募集したオーディション。4期生以降は研究生としての募集となっている。

### オープニングメンバーオーディション
- 応募期間：2005年7月 - 9月30日
- 一次審査：応募数7,924名
- 二次審査：合格者45名
- 最終審査（2005年10月30日）：合格者24名

合格者（20名）
板野友美、宇佐美友紀、浦野一美（SDN48へ移籍後、卒業）、大江朝美（現芸名：大江翔萌美）、大島麻衣、折井あゆみ、川崎希、小嶋陽菜、駒谷仁美（後にSDN48加入）、佐藤由加理（SDN48へ移籍後、卒業）、高橋みなみ、戸島花（後にSDN48加入）、中西里菜、成田梨紗、平嶋夏海、星野みちる、前田敦子、増山加弥乃（現芸名：中村加弥乃）、峯岸みなみ、渡邊志穂（現芸名：渡辺志穂）
大島麻衣、成田梨紗、川崎希など数名はスカウトのため最終審査のみ参加。
24名のオープニングメンバー候補生のうち20名が、2005年12月7日の公開リハーサルに参加し、同年12月8日のグランドオープンの舞台に立ち、チームAとして公演を行った。
2021年5月29日をもって峯岸みなみが卒業し、1期生全員がAKB48グループでの活動を終了した。

特記すべき不合格者
篠田麻里子（2006年1月22日に劇場カフェスタッフから追加加入。1.5期生）
大川麻里江、大堀恵（2期生、元SDN48）、笠原美香、柏木由紀（3期生、元NMB48兼任、元NGT48兼任）、小林香菜（2期生）、高橋由佳（現芸名：蝶花楼桃花）、田中直乃、藤岡静香、古川未鈴（でんぱ組.inc）、宮澤佐江（2期生、元SKE48、元SNH48）、茂木雅世
合格倍率（応募数÷合格者数）
約396倍

### 第二期AKB48追加メンバーオーディション
- 応募期間：2005年10月 - 2006年2月17日
- 一次審査：応募総数1万1892名、合格者131名
- 二次審査（2006年2月19日）：合格者54名
- 最終審査（2006年2月26日）：合格者19名

合格者（17名）
秋元才加、今井優、上村彩子、梅田彩佳（NMB48へ移籍後、卒業）、大島優子、大堀恵（SDN48へ移籍後、卒業）、奥真奈美、小野恵令奈、河西智美、小林香菜、佐藤夏希、高田彩奈、野呂佳代（SDN48へ移籍後、卒業）、早野薫、増田有華、松原夏海、宮澤佐江（SNH48へ移籍、SKE48との兼任後、卒業）
二次審査では、テレビ電話オーディションが実施された。
合格者は、2006年4月1日以降チームKとして公演を行った。
2016年3月31日をもって梅田彩佳・小林香菜・宮澤佐江の3名が卒業し、2期生全員がAKB48グループでの活動を終了した。

特記すべき不合格者
稲森美優、植村さやか、河西里音、中田ちさと（4期生）、惣田紗莉渚（元SKE48）、高城亜樹（6期生、元JKT48）、渡辺麻友（3期生）
合格倍率
約700倍

### 第三期AKB48追加メンバーオーディション
- 応募期間：2006年6月 - 11月15日
- 一次審査：応募総数1万2828名、合格者134名
- 二次審査（2006年11月23日）:合格者72名
- 最終審査（2006年12月3日）:合格者20名

合格者（18名）
磯怜奈、井上奈瑠、多田愛佳（HKT48へ移籍後、卒業）、大塚亜季、柏木由紀、片山陽加、菊地彩香（後の菊地あやか、解雇後7期生で復帰）、早乙女美樹、坂田涼、田名部生来、仲川遥香（JKT48へ移籍後、卒業）、仲谷明香、野口玲菜、藤島マリアチカ、堀江聖夏、松岡由紀、米沢瑠美、渡辺麻友
合格者のうち13名にチームAから移籍した3名を加えた16名が、チームBとして2007年4月8日から公演を行った。
2024年4月30日をもって柏木由紀が卒業し、3期生全員がAKB48グループでの活動を終了した。

特記すべき不合格者
鈴木まりや、惣田紗莉渚（元SKE48）、高城亜樹（6期生、元JKT48）、中田ちさと（4期生）、中西優香（4期生、元SKE48）
合格倍率
約600倍

### 第一回研究生（4期生）オーディション
- 応募期間：2007年4月17日 - 5月15日
- 一次審査：応募総数約1万名、合格者約300名
- 二次審査（2007年5月20日）：合格者56名
- 最終審査（2007年5月27日）：合格者18名

合格者（18名）
飯沼友里奈、瓜屋茜、大家志津香、金子智美、倉持明日香、小塚里菜、佐伯美香（元バイトAKB、AKS社員）、佐藤亜美菜、鈴木菜絵、出口陽（後にSKE48加入）、中田ちさと、中西優香（SKE48へ移籍後、卒業）、成瀬理沙、藤江れいな（NMB48へ移籍後、卒業）、藤本紗羅（卒業後9期生として復帰）、村中聡美（卒業後8期生として復帰）、吉岡沙葵、渡辺茉莉絵
合格者は研究生としてレッスンを受ける（以下の期も同様）。
2021年12月29日をもって大家志津香が卒業し、4期生全員がAKB48グループでの活動を終了した。

特記すべき不合格者
大場美奈（9期生、元SKE48）、鈴木まりや（7期生、元SNH48）、惣田紗莉渚（元SKE48）、寺嶋由芙
合格倍率
約714倍

### 第二回研究生（5期生）オーディション
- 応募期間： - 2007年9月18日
- 一次審査（2007年9月22日）
- 二次審査（2007年9月30日）
- 最終審査（2007年10月6日）：合格者13名

合格者（13名）
有馬優茄、石田晴香、内田眞由美、北原里英（NGT48へ移籍後、卒業）、小原春香（SDN48へ移籍後、卒業）、指原莉乃（HKT48へ移籍後、卒業）、近野莉菜（JKT48へ移籍後、卒業）、冨田麻友、中塚智実、仁藤萌乃、畑山亜梨紗、宮崎美穂、山田みずき
2022年4月15日をもって宮崎美穂が卒業し、5期生全員がAKB48グループでの活動を終了した。

特記すべき不合格者・辞退者
鈴木まりや（7期生、元SNH48）、惣田紗莉渚（元SKE48）、真奈、鬼頭桃菜（合格するも辞退。元SKE48、現芸名：三上悠亜）

### 第三回研究生（6期生）オーディション
- 応募期間： - 2008年3月17日
- 一次審査（2008年3月）：合格者約400名
- 二次審査（2008年3月）：合格者約50名
- 最終審査（2008年4月3日）：合格者4名

合格者（4名）
片野友里恵、高城亜樹、西澤沙羅、野中美郷
2016年5月1日をもって高城亜樹が卒業し、6期生全員がAKB48グループでの活動を終了した。

特記すべき不合格者
鈴木まりや（7期生、元SNH48）

### 第四回研究生（7期生）オーディション
- 応募期間：2008年10月1日 - 10月30日
- 一次審査（2008年11月）
- 二次審査（2008年11月）
- 最終審査（2008年12月）：合格者11名

合格者（11名）
石黒莉美、岩佐美咲、上遠野瑞穂（現芸名：愛迫みゆ）、菊地あやか（元3期生）、小森美果、佐藤すみれ（SKE48へ移籍後、卒業）、鈴木紫帆里（辞退後11期で復帰）、鈴木まりや、林彩乃（現芸名：林あやの）、前田亜美、松井咲子
2017年6月10日の鈴木まりや卒業でAKB48で活動するメンバーはいなくなり、SKE48へ移籍した佐藤すみれが2017年12月31日に卒業したことにより、7期生全員がAKB48グループでの活動を終了した。

特記すべき仮合格者（候補生）
大場美奈（9期生、元SKE48）、佐野友里子（8期生）

### 第五回研究生（8期生）オーディション
- 応募期間： - 2009年4月6日
- 一次審査（2009年4月12日）
- 二次審査（2009年4月19日）
- 最終審査（2009年4月） 合格者15名

合格者（15名）
浅居円、石井彩夏、石部郁、今井悠理枝、植木あさ香、郭グレース、小松瑞希、小水七海、坂本莉央、佐野友里子、杉山未来、冨手麻妙、西川七海（後に乃木坂46加入）、三木にこる、村中聡美（元4期生）
このオーディション合格者からは、1人の正規メンバー昇格者も出すことなく、全員が研究生のままグループから離脱している。

特記すべき不合格者
横山由依（9期生、元NMB48兼任）

### 第六回研究生（9期生）オーディション
- 応募期間： - 2009年9月7日
- 一次審査（2009年9月7日）
- 二次審査（2009年9月）
- 最終審査（2009年9月20日）： 合格者14名

合格者（14名）
石黒貴己、伊藤彩夏、大場美奈（SKE48へ移籍後、卒業）、絹本桃子、島崎遥香、島田晴香、高松恵理、竹内美宥、永尾まりや、中村麻里子、藤本紗羅（元4期生）、森杏奈、山内鈴蘭（SKE48へ移籍後、卒業）、横山由依
2021年12月9日の横山由依卒業でAKB48で活動するメンバーはいなくなり、SKE48へ移籍した大場美奈が2022年5月21日に卒業したことにより、9期生全員がAKB48グループでの活動を終了した。

特記すべき不合格者・辞退者
増澤璃凜子、野口実穂（合格するも辞退。現芸名：みほとけ）、矢方美紀（元SKE48）

### 第10期研究生オーディション
- 応募期間：2010年2月1日 - 3月1日
- 一次審査（2010年3月）
- 二次審査（2010年3月7日）
- 最終審査（2010年3月）：合格者10名

合格者（10名）
阿部マリア（TPE48〈後のAKB48 Team TP〉へ移籍後、卒業）、伊豆田莉奈（BNK48を経てCGM48へ移籍後、卒業）、市川美織（NMB48へ移籍後、卒業）、入山杏奈、岩崎仁美、加藤玲奈、金沢有希（現芸名：金澤有希）、小林茉里奈、仲俣汐里、藤田奈那
2022年3月17日の入山杏奈卒業でAKB48で活動するメンバーはいなくなり、BNK48を経てCGM48へ移籍した伊豆田莉奈が2024年11月30日に卒業したことにより、10期生全員がAKB48グループでの活動を終了した。
特記すべき不合格者
高尾美有、茂木忍（13期生）

### 第11期研究生オーディション
- 応募期間：2010年7月1日 - 7月10日
- 一次審査（2010年7月13日）
- 二次審査（2010年7月18日）
- 最終審査（2010年7月24日）：合格者10名

合格者（10名）
牛窪紗良、岡﨑ちなみ、川栄李奈、川上麻里奈、小嶋菜月、鈴木紫帆里（元7期生）、豊田早姫、名取稚菜、森川彩香、山口菜有
2018年8月12日をもって小嶋菜月が卒業し、11期生全員がAKB48グループでの活動を終了した。
特記すべき不合格者・辞退者
岩立沙穂（13期生）、佐藤佳奈（合格するも辞退。現：読売テレビアナウンサー）、西潟茉莉奈（元バイトAKB、NGT48）、茂木忍（13期生）

### 第12期研究生オーディション
- 応募期間： - 2011年2月3日
- 一次審査（2011年2月10日）：合格者約200名
- 二次審査（2011年2月13日）：合格者39名
- 最終審査（2011年2月20日）：仮合格者21名、合格者9名

合格者（9名）
岩田華怜、大森美優、サイード横田絵玲奈（現芸名：横田絵玲奈）、佐々木優佳里、鈴木里香、高橋朱里、田野優花、平田梨奈、武藤十夢
2024年2月23日をもって佐々木優佳里が卒業し、12期生全員がAKB48グループでの活動を終了した。
特記すべき不合格者
岩立沙穂（13期生）、髙島祐利奈（13期生）、田北香世子（ドラフト1期生）、中田花奈（元乃木坂46）、茂木忍（13期生）

### 第13期生オーディション
- 応募期間：2011年7月8日 - 7月15日
- 一次審査（2011年7月16日 - 7月29日）：合格者600名
- 二次審査（2011年7月30日 - 9月1日）：合格者61名 → 57名

初めて日本全国9都市（札幌・仙台・東京・新潟・名古屋・神戸・広島・高知・福岡）で開催。
- 最終審査（2011年9月24日）：合格者33名

合格者（16名）
相笠萌、雨宮舞夏、岩立沙穂、梅田綾乃（卒業後、旧芸名：清水綾乃）、大島涼花、岡田彩花、北汐莉、北澤早紀、篠崎彩奈、髙島祐利奈、長谷川晴奈、光宗薫、村山彩希、茂木忍、森山さくら、渡邊寧々
特記すべき仮合格者（仮研究生まで）
上枝恵美加（元NMB48）
特記すべき不合格者・途中辞退者
岡田奈々（14期生）、荻野由佳（元バイトAKB、元NGT48）、柴田優衣（元バイトAKB、元NMB48）、西野未姫（14期生）

### 第14期生オーディション
- 応募期間：2012年4月18日 - 4月30日
- 一次審査（2012年5月）
- 二次審査（2012年5月4日）
- 最終審査（2012年5月13日）
- 最終セレクション（2012年6月15日 - 6月17日）

合格者（6名）
内山奈月、岡田奈々、小嶋真子、西野未姫、橋本耀、前田美月
2023年4月2日をもって岡田奈々が卒業し、14期生全員がAKB48グループでの活動を終了した。

特記すべき仮合格者（仮研究生まで）
二瓶有加（元PINK CRES.）
特記すべき不合格者
青木詩織（元SKE48）、東李苑（元SKE48）、荻野由佳（元バイトAKB、元NGT48）、川本紗矢（ドラフト1期生、元JKT48）、高橋美緒（現芸名：高橋みお、元Flower Notes、元煌めき☆アンフォレント）、田北香世子（ドラフト1期生）

### 第15期生オーディション
- 応募期間：2012年12月20日 - 2013年1月6日（WEB応募フォームは2013年1月8日まで延長）
- 一次審査（2013年1月7日 - 2013年1月11日）
- 二次審査（2013年1月12日）
- 最終審査（2013年1月19日）：合格者24名
- 最終セレクション

15期に関しては3次にわたって行われ、最終的に半分に絞られた。

合格者
第2次以降は第1次セレクション後「仮研究生」の状態のままで留め置かれ、その後の追加セレクションで研究生に昇格した。
- 第1次（8名、2013年6月5日お披露目）

市川愛美、大和田南那、込山榛香、佐藤妃星、土保瑞希、福岡聖菜、向井地美音、湯本亜美
- 第2次（2名、2013年10月28日研究生昇格）

大川莉央、達家真姫宝
- 第3次（2名、2014年4月14日研究生昇格）

飯野雅、谷口めぐ

特記すべき仮合格者（仮研究生まで）
荻野由佳（元バイトAKB、元NGT48）
特記すべき不合格者
田北香世子（ドラフト1期生）

### 第16期生オーディション
- 応募期間：2016年8月22日 - 9月4日
- 一次審査（2016年9月5日 - 9月23日）
- 二次審査（2016年9月24日）
- SHOWROOM部門（2016年10月8日9時00分 - 10月13日21時59分）
- 最終審査（2016年10月16日）
- 最終セレクション

合格者（19名）
浅井七海、稲垣香織、梅本和泉、黒須遥香（KLP48へ移籍）、佐藤美波、庄司なぎさ、鈴木くるみ、田口愛佳、田屋美咲、長友彩海、野口菜々美、播磨七海、本間麻衣、前田彩佳、道枝咲、武藤小麟、安田叶、山内瑞葵、山根涼羽（KLP48へ移籍）
特記すべき仮合格者（仮研究生まで）
岸みゆ（＃ババババンビ）、曽我部優芽（元NGT48）、女鹿椰子（元バイトAKB、元青春高校3年C組アイドル部、現芸名：女鹿莉奈）、矢作萌夏（ドラフト3期生）
特記すべき不合格者
小澤愛実（元ラストアイドル、現：≒JOY）

### 第17期生オーディション
- 応募期間：2021年12月15日 - 2022年2月7日
- 一次審査（2022年2月13日までに書類審査通過者に通知）
- 二次審査（2022年2月19日 - 2月20日、オンライン）
- 三次審査（2022年3月5日 - 3月13日）
  - （2022年3月5日：福岡、3月6日：大阪、3月12日：札幌、3月13日：東京）

- 最終審査（2022年3月26日 - 3月27日）
- 研修期間（2022年4月 - 5月）

合格者（11名）
太田有紀、小濱心音、佐藤綺星、橋本恵理子、長谷川新奈、畠山希美、平田侑希、布袋百椛、 正鋳真優、水島美結、山﨑空

### 第18期生オーディション
- 応募期間：2022年10月9日 - 2022年11月19日
- 一次審査（2022年11月20日までに書類審査通過者に通知）
- 二次審査（2022年11月26日 - 11月27日、オンライン）
- 三次審査（2022年12月10日 - 12月18日、面談審査）
  - （2022年12月10日：福岡、12月11日：大阪、12月17日：札幌、12月18日：東京）

- 四次審査（2023年1月21日 - 1月22日、歌唱ダンス審査）
- 最終審査（2023年1月28日、面談審査）

合格者（8名）
秋山由奈、新井彩永、工藤華純、久保姫菜乃、迫由芽実、成田香姫奈、八木愛月、山口結愛
特記すべき不合格者
川村結衣（19期生）、水野乃愛（Rain Tree）、和智日菜子（元フジコーズ）

### 第19期生オーディション
- 応募期間：2023年10月22日 - 2023年11月19日
- 一次審査（2023年11月20日までに書類審査通過者に通知）
- 二次審査（2023年11月25日 - 11月26日、オンライン）
- 三次審査（2023年12月2日 - 12月17日、面談審査）
  - （2023年12月2日：福岡、12月3日：大阪、12月9日：札幌、12月16日・17日：東京）

- 四次審査（2024年1月20日 - 1月21日、歌唱ダンス審査）
- 最終審査（2024年1月27日、面談審査）

合格者（5名）
伊藤百花、奥本カイリ、川村結衣、白鳥沙怜、花田藍衣

### 第20期生オーディション
- 応募期間：2024年5月26日 - 2024年7月7日
- 一次審査（2024年7月8日までに書類審査通過者に通知）
- 二次審査（2024年7月13日 - 7月14日、オンライン）
- 三次審査（2024年7月20日 - 8月25日、面談審査）
  - （2024年7月20日：仙台、7月27日：札幌、8月4日：大阪、8月10日：福岡、8月17日：名古屋、8月24日・25日：東京）

- 四次審査（2024年9月14日、歌唱ダンス審査）
- 最終審査（2024年9月21日、面談審査）

合格者（3名）
大賀彩姫、近藤沙樹、丸山ひなた

### 第21期生オーディション
- 応募期間：2025年5月5日 - 2025年6月29日
- 一次審査（2025年7月9日までに書類審査通過者に通知）
- 二次審査（2025年7月19日 - 8月10日、面談審査）
  - （2025年7月19日：福岡・広島、7月20日：大阪、7月21日：名古屋、7月26日：秋田、7月27日：仙台、8月2日：石川、8月3日：札幌、8月9日・10日：東京）

- 三次審査（2025年8月23日、歌唱ダンス審査）
- 最終審査（2025年8月30日）

## AKB48グループ ドラフト会議
上記のAKB48単独で行われるメンバーオーディションとは異なり、日本国内のAKB48グループ全体で行われるオーディションである。日本プロ野球で行われているドラフト会議を模した形式で行われる。第2回開催以降、ドラフト会議により加入したメンバーは、開催回に準じた名称（例：ドラフト1期生、ドラフト2期生）で類別されている。
『AKB48グループ ドラフト会議 候補者オーディション』を経て選ばれた候補者に対し、AKB48グループの各チームキャプテン（SKE48はチームリーダー）が各チームの劇場支配人と協議し、指名された者がチームメンバーとなることができる。同一候補者に複数チームから指名があった場合には、該当するチームのメンバーによる抽選によって所属が決定する。候補者自身が所属チームを選ぶことはできないが、希望しないチームから指名があった場合は、加入を拒否することができる。どのチームからも指名されなかった候補者は、その後の各グループごとのオーディションにおいて最終審査から参加できる。
第1回ではチームから指名を受けて加入したメンバーはそのチームに所属のドラフトメンバーとして研究生を経ずに正規メンバーとなっていたが、第2回以降はチーム所属の研究生となり、正規メンバーへの昇格を目指すこととなる。
第3回では候補者の指名をメンバーではなく、各チームを推すファンの投票によって行われる方式となった。

### 第1回
『AKB48グループ ドラフト会議』は、2013年11月10日にグランドプリンスホテル新高輪で行われた。開催発表後に再結成したチーム4は、ドラフト会議参加の対象外であった。当初は応募資格として11歳から18歳までの年齢制限を設けていたが、上限は撤廃された。正式名称に「第1回」はつかないが、ドラフト会議全体の説明と区別するため、便宜上「第1回」と表現する。
候補者オーディション
- 一次審査（2013年8月12日 - 9月3日）
- 二次審査（2013年9月14日 - 9月16日）
- 三次審査（2013年9月22日）：合格者30名（1名辞退） → 29名

ドラフト会議
イベントの司会はキャイ〜ン、小杉竜一、河本準一、アシスタントは中村麻里子（AKB48）が務め、プロ野球ドラフト会議と同じく関野浩之が指名チーム・候補者の読み上げをおこなった。イベントの模様はひかりTVの特設サイトおよびNOTTVで完全生中継された。
| グループ | チーム    | キャプテン リーダー | メンバー代表                                 | 劇場支配人             |
| -------- | --------- | ------------------- | -------------------------------------------- | ---------------------- |
| AKB48    | チームA   | 横山由依            | 入山杏奈、川栄李奈、高橋みなみ (S)、渡辺麻友 | 湯浅洋、戸賀崎智信 (G) |
| AKB48    | チームK   | 大島優子            | 北原里英、倉持明日香、島田晴香、永尾まりや   | 湯浅洋、戸賀崎智信 (G) |
| AKB48    | チームB   | 梅田彩佳            | 柏木由紀、小嶋陽菜、島崎遥香、藤江れいな     | 湯浅洋、戸賀崎智信 (G) |
| SKE48    | チームS   | 中西優香 (C)        | 大矢真那、木﨑ゆりあ、松井珠理奈、向田茉夏   | 芝智也                 |
| SKE48    | チームKII | 高柳明音            | 佐藤実絵子、柴田阿弥、須田亜香里、古川愛李   | 芝智也                 |
| SKE48    | チームE   | 松井玲奈            | 木下有希子、木本花音、梅本まどか、古畑奈和   | 芝智也                 |
| NMB48    | チームN   | 山本彩 (C)          | 小笠原茉由、上西恵、吉田朱里、渡辺美優紀     | 金子剛                 |
| NMB48    | チームM   | 島田玲奈            | 谷川愛梨、矢倉楓子、山田菜々、與儀ケイラ     | 金子剛                 |
| NMB48    | チームBII | 上枝恵美加          | 加藤夕夏、河野早紀、室加奈子、薮下柊         | 金子剛                 |
| HKT48    | チームH   | 穴井千尋            | 多田愛佳、兒玉遥、指原莉乃、宮脇咲良         | 尾崎充、指原莉乃       |
- (G) はAKB48グループ総支配人、(C) はグループのキャプテン、(S) はAKB48グループ総監督を示す。

指名を受けた候補者（候補者29名 → 20名、数字は指名順位）
AKB48チームA
西山怜那（1）、田北香世子（2）
AKB48チームK
後藤萌咲（1）、下口ひなな（2）
AKB48チームB
横島亜衿（1）、川本紗矢（2）
SKE48チームS
松本慈子（1）
SKE48チームKII
神門沙樹（1）、髙塚夏生（2）、鈴木寧々（3→辞退、現芸名・NENE、CHERRSEE）、荒井優希（4）、惣田紗莉渚（5）
SKE48チームE
小石公美子（1）、髙寺沙菜（2）、福士奈央（3）
NMB48チームN
須藤凜々花（1）
NMB48チームM
武井紗良（1）
NMB48チームBII
磯佳奈江（1）、内木志（2）
HKT48チームH
山本茉央（1）

特記すべき指名漏れ候補者
高橋美緒（現芸名・高橋みお）、間島和奏（Someday Somewhere）
特記すべき不合格者
小田えりな（チーム8）、西村菜那子（元NGT48）、堀詩音（元NMB48）

### 第2回
『第2回 AKB48グループ ドラフト会議』は、2015年5月10日に有明コロシアムで行われた。年齢制限は小学5年生以上で上限なし。2015年10月に劇場オープン予定であったNGT48もドラフト会議に参加したが、都道府県代表制のAKB48チーム8は、ドラフト会議参加の対象外であった。
候補者オーディション
- 一次審査（2015年1月23日 - 2月12日）
- 二次審査（2015年2月21日）：合格者83名
- 三次審査（2015年3月1日）：合格者49名（うち2名辞退） → 47名

ドラフト会議
イベントの司会はフットボールアワー、アシスタントはAKB48の小笠原茉由と中西智代梨の2人がそれぞれ務めた。指名チーム・候補者の読み上げは前回と同じく関野浩之が担当した。イベントの模様はファミリー劇場およびNOTTVで生中継された。
| グループ | チーム    | キャプテン リーダー | 副キャプテン 副リーダー | スカウトマン                   | メンバー代表                           | 劇場支配人       |
| -------- | --------- | ------------------- | ----------------------- | ------------------------------ | -------------------------------------- | ---------------- |
| AKB48    | チームA   | 横山由依            | 中村麻里子              | 大和田南那、前田亜美           | 島崎遥香、高橋みなみ (S)               | 茅野しのぶ (G)   |
| AKB48    | チームK   | 峯岸みなみ          | 島田晴香                | 松井咲子、向井地美音           | 田野優花、永尾まりや                   | 茅野しのぶ (G)   |
| AKB48    | チームB   | 木﨑ゆりあ          | [注釈 8]                | 梅田綾乃、小林茉里奈           | 内山奈月、加藤玲奈、渡辺麻友           | 茅野しのぶ (G)   |
| AKB48    | チーム4   | 高橋朱里            | 岡田奈々                | 伊豆田莉奈、小嶋真子、西野未姫 | 川本紗矢                               | 茅野しのぶ (G)   |
| SKE48    | チームS   | 宮澤佐江            | 矢方美紀                | 竹内舞                         | 大矢真那、北川綾巴、松井珠理奈         | 湯浅洋、芝智也   |
| SKE48    | チームKII | 大場美奈            | 内山命                  | 惣田紗莉渚                     | 高柳明音、古畑奈和、松村香織           | 湯浅洋、芝智也   |
| SKE48    | チームE   | 須田亜香里          | 梅本まどか              | 斉藤真木子                     | 木本花音、柴田阿弥、松井玲奈           | 湯浅洋、芝智也   |
| NMB48    | チームN   | 山本彩              | 上西恵                  | 須藤凜々花                     | 加藤夕夏、小谷里歩、吉田朱里           | 金子剛           |
| NMB48    | チームM   | 藤江れいな          | 沖田彩華                | 村瀬紗英                       | 白間美瑠、谷川愛梨、矢倉楓子           | 金子剛           |
| NMB48    | チームBII | [注釈 9]            | 梅田彩佳                | 門脇佳奈子                     | 市川美織、渋谷凪咲、薮下柊、渡辺美優紀 | 金子剛           |
| HKT48    | チームH   | 穴井千尋            | 松岡菜摘                | 坂口理子                       | 兒玉遥、指原莉乃、田島芽瑠、矢吹奈子   | 尾崎充、指原莉乃 |
| HKT48    | チームKIV | 多田愛佳            | 宮脇咲良                | 本村碧唯                       | 朝長美桜、村重杏奈、森保まどか         | 尾崎充、指原莉乃 |
| NGT48    | NGT48     | 北原里英 (C)        | -                       | -                              | 柏木由紀                               | 今村悦朗         |
- なお、AKB48については稼働前の新チーム体制である。(G) はAKB48グループ総支配人、(C) はグループのキャプテン、(S) はAKB48グループ総監督を示す。

指名を受けた候補者（候補者47名 → 24名、数字は指名順位）
AKB48チームA
樋渡結依（1）
AKB48チームK
野村奈央（1）、久保怜音（2）
AKB48チームB
高橋希良（1、現芸名・高橋きら、元バイトAKB）、西川怜（2）、山邊歩夢（3）
AKB48チーム4
千葉恵里（1）
SKE48チームS
上村亜柚香（1）、一色嶺奈（2、元バイトAKB）
SKE48チームKII
水野愛理（1）、白井琴望（2）
SKE48チームE
菅原茉椰（1）
NMB48チームN
本郷柚巴（1）、西仲七海（2）
NMB48チームM
柴田優衣（1、元バイトAKB）、堀詩音（2）
NMB48チームBII
村中有基（1）、安田桃寧（2）、安藤愛璃菜（3）
HKT48チームH
松岡はな（1、元バイトAKB）、村川緋杏（2）
HKT48チームKIV
今村麻莉愛（1）
NGT48
西潟茉莉奈（1、元バイトAKB）、荻野由佳（2、元バイトAKB）

特記すべき指名漏れ候補者
赤坂美咲（元バイトAKB）、井上瑠夏（SKE48）、岩田陽菜（元STU48）、影山優佳（元日向坂46）、川口真実（元バイトAKB）、河野奈々帆（元NMB48）、日下部愛菜（元バイトAKB、元NGT48）、清司麗菜（元バイトAKB、NGT48）、谷野有沙（元Party Rockets GT、元ふわふわ）、西村菜那子（元NGT48）、野村実代（SKE48）、道枝咲（16期生）、女鹿椰子（元バイトAKB）、山根涼羽（16期生、KLP48へ移籍）

### 第3回
『第3回AKB48グループドラフト会議』は、2018年1月21日にTOKYO DOME CITY HALLで開催された。年齢制限は11歳 - 20歳まで。従来のドラフト会議と異なりファンが候補者を指名する形式であるため、各グループのモバイルサイトおよびAKB48グループIDの「推しチーム」の機能、ライブストリーミングプラットフォーム・SHOWROOMの投票機能を活用した指名方法となった。
候補者オーディション
- 一次審査（応募期間：2017年9月24日 - 10月9日）
- 二次審査（2017年10月21日）
- SHOWROOM部門（2017年10月28日17時00分 - 11月7日20時00分）
- 三次審査（2017年11月11日）：参加者124名 → 合格者72名（うち4名辞退） → 68名

ドラフト会議
イベントの模様は各グループモバイルサイトの会員かつAKB48グループIDにおいてドラフト会議参加チームを「推しチーム」に設定している場合のみ、SHOWROOMでの生中継の視聴が可能であった。なお、投票ができない視聴専用の映像もドラフト会議途中から配信された。
- 司会：山崎弘也（アンタッチャブル）、本田朋子が務めた。なお、指名チーム・候補者の読み上げは第1回・第2回同様、関野浩之が担当した。

| グループ | チーム     | キャプテン リーダー | 副キャプテン 副リーダー | その他メンバー                               |
| -------- | ---------- | ------------------- | ----------------------- | -------------------------------------------- |
| AKB48    | チームA    | 岡部麟              | -                       | 入山杏奈、小栗有以、向井地美音、横山由依 (S) |
| AKB48    | チームK    | 込山榛香            | -                       | 倉野尾成美、小嶋真子、武藤十夢、茂木忍       |
| AKB48    | チームB    | 高橋朱里            | -                       | 久保怜音、谷口めぐ、福岡聖菜                 |
| AKB48    | チーム4    | 村山彩希            | -                       | 大森美優、川本紗矢、坂口渚沙、山内瑞葵       |
| SKE48    | チームS    | 北川綾巴            | 犬塚あさな              | 一色嶺奈、松井珠理奈、松本慈子               |
| SKE48    | チームKII  | 大場美奈            | 内山命                  | 小畑優奈、高柳明音、古畑奈和                 |
| SKE48    | チームE    | 須田亜香里          | 福士奈央                | 熊崎晴香、斉藤真木子 (C) 、菅原茉椰          |
| NMB48    | チームN    | 山本彩 (C)          | 山尾梨奈                | 市川美織、内木志、山本彩加                   |
| NMB48    | チームM    | 川上礼奈            | 磯佳奈江                | 渋谷凪咲、白間美瑠、吉田朱里                 |
| NMB48    | チームBII  | 久代梨奈            | 沖田彩華                | 城恵理子、村瀬紗英、矢倉楓子                 |
| HKT48    | チームH    | 松岡菜摘            | -                       | 指原莉乃、田島芽瑠、田中美久、矢吹奈子       |
| HKT48    | チームKIV  | 本村碧唯            | 宮脇咲良                | 朝長美桜、渕上舞、森保まどか                 |
| HKT48    | チームTII  | 山下エミリー        | 外薗葉月                | 栗原紗英、坂本愛玲菜、松岡はな               |
| NGT48    | チームNIII | 北原里英 (C)        | 荻野由佳                | 加藤美南、中井りか、本間日陽                 |
| STU48    | STU48      | 岡田奈々 (C)        | -                       | 岩田陽菜、瀧野由美子、土路生優里、薮下楓     |
- なお、AKB48については稼働前の新チーム体制である。(C) はグループのキャプテン、(S) はAKB48グループ総監督を示す。

指名を受けた候補者（候補者68名 → 55名、数字は指名順位）
AKB48チームA
佐藤詩識（1）、本田そら（2）、古川夏凪（3）
AKB48チームK
矢作萌夏（1）、末永祐月（2）、勝又彩央里（3、元バイトAKB）、小林蘭（4）、岡田梨奈（5）、永野恵（6）
AKB48チームB
齋藤陽菜（1）、北川悠理（2→辞退、辞退後に乃木坂46加入）、神山莉穂（3）、大竹ひとみ（4）、大盛真歩（5）
AKB48チーム4
石綿星南（1）、吉橋柚花（2）、多田京加（3）、蔵本美結（4）、原澤音妃（5）
SKE48チームS
上妻ほの香（1）、大谷悠妃（2）
SKE48チームKII
中野愛理（1）
SKE48チームE
西満里奈（1）、平田詩奈（2）
NMB48チームN
泉綾乃（1）、河野奈々帆（2）、溝渕麻莉亜（3）、前田令子（4）、安部若菜（5）
NMB48チームM
佐藤亜海（1）、山崎亜美瑠（2）、中野美来（3）、杉浦琴音（4）、大澤藍（5）、坂本夏海（6）
NMB48チームBII
山本望叶（1）、南羽諒（2）、塩月希依音（3）、大田莉央奈（4）、熊本日向子（5→辞退）
HKT48チームH
渡部愛加里（1）、伊藤優絵瑠（2）
HKT48チームKIV
馬場彩華（1）
HKT48チームTII
松田祐実（1）、石安伊（2）
NGT48チームNIII
對馬優菜子（1）、佐藤海里（2）、高橋七実（3）、安藤千伽奈（4）、藤崎未夢（5）
STU48
中村舞（1）、沖侑果（2）、由良朱合（3）、溝口亜以子（4）、信濃宙花（5）
特記すべき指名漏れ候補者
曽我部優芽（元NGT48）、中坂美祐（SKE48）、真下華穂（元NGT48）、三村妃乃（NGT48）
特記すべき不合格者
堀ノ内百香（元NMB48）

## AKB48 × TOYOTA Team 8 プロジェクト

### AKB48 Team 8 全国一斉オーディション

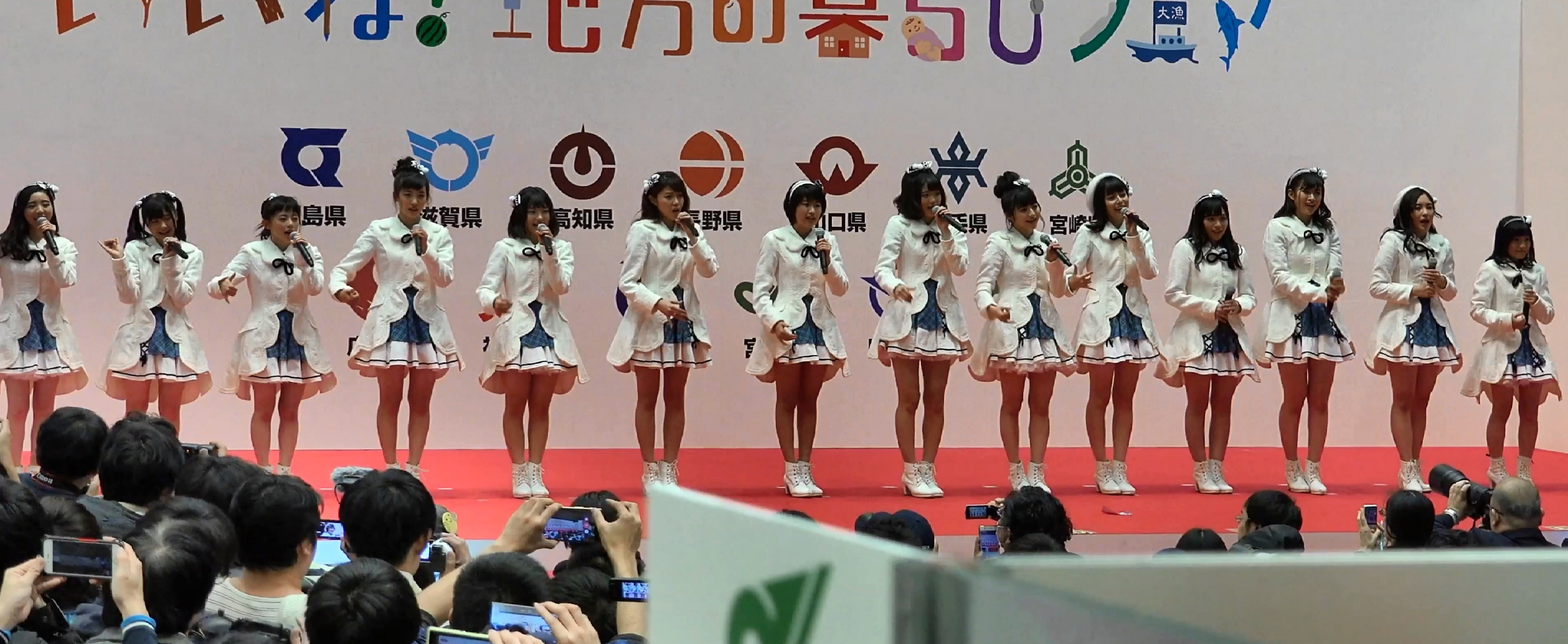
『第2回 いいね!地方の暮らしフェア』のステージイベントに出演したAKB48 Team 8
（2016年12月18日、東京国際フォーラム）

AKB48にとって5番目のチームとなる「チーム8」の発足が、2014年1月23日にTOKYO DOME CITY HALLにおいて開催された『AKB48 リクエストアワーセットリストベスト200 2014』初日に発表された。
チーム8は、AKB48のコンセプトでもある「会いに行けるアイドル」ではなく、全国各地を回る「会いに行くアイドル」をコンセプトとし、『AKB48 Team 8 全国一斉オーディション』によって選出された新規メンバーで結成されたチームである。
全国各都道府県のテレビ局が主催するオーディションで1名ずつ選出され、47名を決定した。応募資格は12歳 - 20歳（小学生不可）のプロダクションに所属していない女性で、合格後に東京を活動拠点として上京・在住できることが条件とされていたが、チーム8メンバーは原則として地元在住のまま活動している。
2013年に放送されたNHK連続テレビ小説『あまちゃん』の劇中で登場したアイドルグループ「GMT47」を現実化させたものであるともいわれる。
チーム8の活動についてはトヨタ自動車が全面サポートする体制がとられている。AKB48の正式チームを企業がサポートする形は創設9年目にして初の試みである。チーム8がトヨタによってスポンサードされた理由の一つは、トヨタが若者の車離れに対応するため、最初に国民的アイドルグループとタッグを組むことによる化学反応に期待したことにあり、アイドルを全国に広げたいというAKB48と自動車を全国販売しているトヨタという両者の「地方創生・地域活性化」の姿勢が合致したことにある。このためトヨタは、全国からメンバーを選出するというアイディアの段階からプロジェクトに参加している。もう一つの理由は、日本のオリンピックのゴールドスポンサーを務めるトヨタの長期的展望に基づくものであり、2013年に2020年の東京オリンピック開催が決まり、2020年に向けてスポーツを盛り上げるため、チーム8によって全国各地の選手を応援して育てていく構図を作りたいという思いである。チーム8メンバーのデビュー時の平均年齢14.4歳が東京オリンピック開催時に20歳となり、AKB48のセンターや看板メンバーになっている可能性が高いと日刊スポーツ新聞社の瀬津真也は予想している。トヨタは、この6年間に経験を積んで成長するチーム8を応援するとともに見守り、社長の豊田章男が「バッターボックスに立ち続けることが大切」であると言うように、未来を見据えてチーム8が活動を続けることに期待をしている。
- 応募期間：2014年1月24日 - 2月23日
- 一次審査
- 二次審査（2014年3月2日、各都道府県別のオーディション開催テレビ局指定の会場）
- メンバー発表（2014年4月3日）

合格者（47名）
| 都道府県 | 合格者                    | テレビ局                  | テレビ系列                |
| -------- | ------------------------- | ------------------------- | ------------------------- |
| 北海道   | 坂口渚沙                  | 北海道文化放送            | FNS                       |
| 青森県   | 横山結衣                  | 青森朝日放送              | ANN                       |
| 秋田県   | 谷川聖                    | 秋田放送                  | NNS                       |
| 岩手県   | 佐藤七海                  | テレビ岩手                | NNS                       |
| 山形県   | 早坂つむぎ                | 山形放送                  | NNS                       |
| 宮城県   | 佐藤朱                    | 東北放送                  | JNN                       |
| 福島県   | 舞木香純                  | 福島中央テレビ            | NNS                       |
| 茨城県   | 岡部麟                    | 茨城県内ケーブルテレビ3局 | 茨城県内ケーブルテレビ3局 |
| 栃木県   | 本田仁美                  | とちぎテレビ              | JAITS                     |
| 群馬県   | 清水麻璃亜                | 群馬テレビ                | JAITS                     |
| 埼玉県   | 髙橋彩音                  | テレビ埼玉                | JAITS                     |
| 千葉県   | 吉川七瀬                  | 千葉テレビ放送            | JAITS                     |
| 東京都   | 小栗有以                  | フジテレビジョン          | FNS                       |
| 神奈川県 | 小田えりな                | テレビ神奈川              | JAITS                     |
| 新潟県   | 佐藤栞                    | テレビ新潟放送網          | NNS                       |
| 山梨県   | 左伴彩佳                  | 山梨放送                  | NNS                       |
| 愛知県   | 藤村菜月                  | 東海テレビ放送            | FNS                       |
| 静岡県   | 横道侑里                  | 静岡放送                  | JNN                       |
| 岐阜県   | 奥洞千捺                  | 岐阜放送                  | JAITS                     |
| 三重県   | 山本亜依                  | 三重テレビ放送            | JAITS                     |
| 富山県   | 橋本陽菜                  | 富山テレビ放送            | FNS                       |
| 石川県   | 北玲名                    | 北陸放送                  | JNN                       |
| 福井県   | 長久玲奈                  | 福井放送                  | NNS/ANN                   |
| 長野県   | 近藤萌恵里                | 長野放送                  | FNS                       |
| 大阪府   | 永野芹佳                  | 関西テレビ放送            | FNS                       |
| 京都府   | 太田奈緒                  | 京都放送                  | JAITS                     |
| 兵庫県   | 山田菜々美                | サンテレビジョン          | JAITS                     |
| 和歌山県 | 山本瑠香                  | テレビ和歌山              | JAITS                     |
| 奈良県   | 大西桃香                  | 奈良テレビ放送            | JAITS                     |
| 滋賀県   | 濵咲友菜                  | びわ湖放送                | JAITS                     |
| 鳥取県   | 中野郁海                  | 日本海テレビジョン放送    | NNS                       |
| 島根県   | 阿部芽唯                  | 山陰放送                  | JNN                       |
| 岡山県   | 人見古都音                | 瀬戸内海放送              | ANN                       |
| 広島県   | 谷優里                    | テレビ新広島              | FNS                       |
| 山口県   | 下尾みう                  | テレビ山口                | JNN                       |
| 徳島県   | 濵松里緒菜                | 四国放送                  | NNS                       |
| 香川県   | 行天優莉奈（KLP48へ移籍） | 西日本放送                | NNS                       |
| 愛媛県   | 高岡薫                    | テレビ愛媛                | FNS                       |
| 高知県   | 廣瀬なつき                | テレビ高知                | JNN                       |
| 福岡県   | 森脇由衣                  | 九州朝日放送              | ANN                       |
| 佐賀県   | 福地礼奈                  | サガテレビ                | FNS                       |
| 長崎県   | 岩﨑萌花                  | 長崎文化放送              | ANN                       |
| 熊本県   | 倉野尾成美                | テレビ熊本                | FNS                       |
| 大分県   | 吉野未優                  | 大分朝日放送              | ANN                       |
| 宮崎県   | 谷口もか                  | 宮崎放送                  | JNN                       |
| 鹿児島県 | 下青木香鈴                | 鹿児島放送                | ANN                       |
| 沖縄県   | 宮里莉羅                  | 琉球放送                  | JNN                       |
特記すべき不合格者
井上瑠夏（熊本県、SKE48）、運上弘菜（北海道、元HKT48）、岡田美紅（徳島県、元SKE48）、荻野由佳（埼玉県、元バイトAKB、元NGT48）、長沢菜々香（山形県、元欅坂46）、西村菜那子（東京都、元NGT48）、日南りと（東京都、Merry BAD TUNE.）、本間日陽（新潟県、元NGT48）

### AKB48 Team 8 ○○県オーディション
チーム8では各都道府県の代表メンバーが卒業・活動辞退した場合、随時その都道府県限定のオーディションを開催し、後継のメンバーを決定する。これらのオーディションもテレビ局主催で行われる。2018年までは12歳 - 20歳まで（小学生不可）の実施県在住者が対象で、上京せず地元在住のまま活動する。福井県は在住もしくは出身者で12歳 - 22歳まで（小学生不可）が対象。
| 都道府県 | 応募期間                  | 審査日        | メンバー発表日 | 合格者     | 備考        |
| -------- | ------------------------- | ------------- | -------------- | ---------- | ----------- |
| 岐阜県   | 2014年6月20日 - 7月4日    | 7月12日・13日 | 7月27日        | 服部有菜   | [ 165 ]     |
| 福岡県   | 2015年2月4日 - 3月3日     | 3月14日       | 4月3日         | 吉田華恋   | [ 167 ]     |
| 愛知県   | 2016年4月25日 - 5月12日   |               | 6月25日        | 歌田初夏   | [ 169 ]     |
| 三重県   | 2016年4月25日 - 5月12日   |               | 6月25日        | 野田陽菜乃 | [ 169 ]     |
| 長崎県   | 2016年4月25日 - 5月12日   |               | 6月25日        | 寺田美咲   | [ 169 ]     |
| 石川県   | 2016年10月12日 - 10月31日 | 11月12日      | 12月9日        | 平野ひかる | [ 173 ]     |
| 長野県   | 2016年10月12日 - 10月31日 | 11月13日      | 12月9日        | 髙橋彩香   | [ 173 ]     |
| 大分県   | 2017年1月30日 - 2月20日   |               | 3月20日        | 山田杏華   | [ 175 ]     |
| 佐賀県   | 2017年5月15日 - 6月13日   | 6月24日       | 8月8日         | 川原美咲   | [ 178 ]     |
| 広島県   | 2017年6月26日 - 7月24日   | 8月5日        | 9月2日         | 奥本陽菜   | [ 181 ]     |
| 徳島県   | 2017年7月3日 - 7月31日    | 8月某日       | 9月10日        | 春本ゆき   | [ 184 ]     |
| 島根県   | 2017年8月28日 - 10月2日   |               | 11月19日       | 奥原妃奈子 | [ 186 ]     |
| 福島県   | 2018年3月5日 - 4月2日     | 4月14日       | 4月29日        | 伊藤きらら | [ 189 ]     |
| 高知県   | 2018年3月5日 - 4月2日     | 4月15日       | 4月29日        | 立仙愛理   | [ 189 ]     |
| 山形県   | 2018年5月18日 - 6月27日   | 7月8日        | 8月8日         | 御供茉白   | [ 193 ]     |
| 鹿児島県 | 2018年8月10日 - 9月7日    | 9月17日       | 10月20日       | 藤園麗     | [ 196 ]     |
| 福井県   | 2019年10月21日 - 11月15日 | 11月23日      | 12月28日       | 坂川陽香   | [ 注釈 23 ] |

特記すべき不合格者
福岡県：小山美玲（元AKB48 Team TP）

### AKB48チーム8代表不在県メンバー募集合同オーディション
2018年11月の宮崎県代表メンバー（谷口もか）卒業以降、チーム8はメンバーの補充を行わないまま活動していたが、2019年8月に代表メンバーが不在となった9県に寺田美咲が卒業を発表している長崎県・8月9日に卒業を発表した佐藤七海の岩手県・8月12日付で卒業した伊藤きららの福島県を加え、一斉に新代表メンバー合同オーディションを行うこととなった。12歳 - 22歳（小学生不可）までの実施県在住もしくは出身者（在住者優先）が対象。
募集した12県のうち、福井県は代表メンバーを選定することができなかったため、改めて新代表メンバー選定オーディションを開催することとなった。
- 応募期間：2019年8月13日 - 9月13日[201]
- 一次審査
- 二次・最終審査：2019年9月22日[205]

| 都道府県 | メンバー発表日 | 合格者       | 備考            |
| -------- | -------------- | ------------ | --------------- |
| 兵庫県   | 10月6日        | 福留光帆     | [ 206 ]         |
| 鳥取県   | 10月6日        | 徳永羚海     | [ 206 ]         |
| 岡山県   | 10月6日        | 蒲地志奈     | [ 206 ]         |
| 秋田県   | 10月13日       | 布谷梨琉     | [ 207 ]         |
| 岩手県   | 10月13日       | 井上美優     | [ 207 ]         |
| 福島県   | 10月13日       | 長谷川百々花 | [ 207 ]         |
| 新潟県   | 10月14日       | 塩原香凜     | [ 204 ] [ 208 ] |
| 静岡県   | 10月14日       | 鈴木優香     | [ 204 ] [ 208 ] |
| 三重県   | 10月14日       | 松村美紅     | [ 204 ] [ 208 ] |
| 宮崎県   | 10月14日       | 上見天乃     | [ 204 ] [ 208 ] |
| 長崎県   | 11月9日        | 尾上美月     | [ 209 ]         |
| 福井県   | 該当者なし     | 該当者なし   | [ 204 ]         |

## AKB48 台湾オーディション
台湾在住者を対象に行うAKB48メンバーオーディションである。応募資格は2015年4月1日時点で11歳 - 23歳の女性。
2014年12月7日にAKB48グループ台湾オーディションとして開催することが告知された。
- 一次審査（2015年4月17日 - 5月16日）応募総数2,152名、合格者170名
- 二次審査（2015年6月13日 台北市内開催）合格者60名
- 最終審查（2015年8月6日 台北市内開催）合格者17名

セレクション審査を経て正式なAKB48研究生となる。

合格者
- 台湾留学生（1名）

馬嘉伶
- 台湾研究生

邱品涵、國興瑀、張羽翎、陳詩雅、林倢（以上AKB48 Team TP）、陳詩媛（元TPE48） ほか
上記のほか、林于馨、周家安（AKB48 Team TP）も台湾研究生に選ばれたが、途中辞退している。
オーディションに合格したメンバーのうち台湾留学生に選ばれた馬嘉伶以外は「AKB48台湾研究生」という位置づけで台湾域内で活動していた。
TPE48メンバーオーディション募集時まで活動していた6名はこのオーディションの3次審査から参加することができ、最終審査で不合格となってもTPE48に研究生としての加入が保障されていたが、6名全員が最終審査で合格している。

## 大人AKB48 オーディション
AKB48がCMに出演する江崎グリコ『パピコ』の春のキャンペーンで、30歳以上の大人の女性1名を選出する。
応募資格は、プロ、アマチュア、未婚、既婚を問わず、2014年4月12日時点で30歳以上の女性（このためAKB48グループのメンバーでは例外的に恋愛や婚姻の禁止が適用されない）。合格者は期間限定のメンバーとして握手会、劇場公演、コンサートに参加。活動期間は同年4月12日から8月31日の同キャンペーン終了までとされ、9月1日の劇場公演をもって卒業した。
- 一次審査（2014年3月4日 - 3月28日）：応募数5,066名（最高齢82歳）、合格者215名
- 二次審査（2014年4月5日）：合格者69名
- 最終審査（2014年4月12日）：60名（最高齢51歳）

合格者
塚本まり子
特記すべき不合格者
浅井江理名、市井紗耶香、キンタロー。、桜井ひな、春風亭ぴっかり、白石まるみ、高橋美佳子、中里真美、中野公美子、はづき、本日は晴天なり（栗田育美）、八幡カオル

## バイトAKB48 プロジェクト
アルバイトの雇用形態で、AKB48の一員かつディップ株式会社「バイトル」のイメージキャラクターとして、テレビやライブ、CMなどに出演するメンバーを選出する。

### バイトAKB
応募資格は中学生以上で、プロダクションに所属していない女性。活動期間は2014年10月から2015年2月28日、2015年2月28日の劇場公演をもって全員の契約満了。
- 一次審査（2014年8月10日 - 9月10日）：応募数1万3246名、合格者203名
- 二次審査（2014年9月14日）
- 最終審査（2014年9月20日）：合格内定者53名

合格者（50名）
赤坂美咲、阿部叶夢、荒木実波、荒木琳袈、飯倉早織、生田優香、伊田有紀、一色嶺奈（後にSKE48加入）、梅澤愛優香、海老沢恵美、大野彩乃、尾形穂菜美、荻野由佳（後にNGT48加入）、方伊儀まどか、勝又彩央里（ドラフト3期生）、上谷沙弥、川口真実、川村真穂、菊地智美、木下涼風、木下真佑、日下部愛菜（後にNGT48加入）、黒沢綾佳、小池優香、小泉里奈、齋藤梨奈、佐伯美香（元4期生、現・AKS社員）、沢木沙耶、柴田優衣（後にNMB48加入）、鈴木優民、清司麗菜（後にNGT48加入）、髙木茉白、高橋希良（現芸名・高橋希来、ドラフト2期生）、竹内美沙樹、千田夢乃、千代田唯、中川里菜、中村優香、長坂亜利沙、成松美沙、西潟茉莉奈（後にNGT48加入）、福井有彩、藤江桃子、松浦夏穂、松岡はな（後にHKT48加入）、松本和夏、宮﨑美希、女鹿椰子、八代嘉菜、山内亜紀
合格倍率
約250倍
特記すべき不合格者
山口真帆（元NGT48）

### バイトAKB ぱるる選抜
応募資格は15歳以上（中学生は除く）の女性。2016年8月10日まで期間限定で活動。
- 一次審査（2015年11月15日 - 12月20日）：応募数6,793名、合格者200名
- 一次面接（2016年1月11日）
- 最終面接（2016年2月6日）：合格内定者3名

合格者（2名）
繁藤冬佳、日出有香

## セレクション審査
当初は「研究生オーディション」と呼ばれ、7期生までのオーディションに合格し、まだ所属チームが決定していない研究生を対象に「チーム研究生」を作るためとして、2009年1月に初めて最終オーディション（最終審査）が実施された。初の研究生オーディションのため、不合格になっても次回のオーディションには最終審査から参加することができるとされた。
2010年6月に実施された「研究生セレクション審査」では、チームに昇格していない9期生までの研究生を対象とし、審査基準は舞台上のパフォーマンスだけではなく、集合時間や提出物への意識、AKB48研究生としてのふさわしい行動なども加味するとされた。
12期生オーディションからは、最終審査通過者を研究生候補生（仮合格者）としてレッスンを行い、その後、研究生候補生対象に行われるセレクション審査に合格した者だけが研究生として正式に加入できるシステムが導入された。

### 第一回セレクション審査
- 最終審査：2009年1月
- 不合格者：有馬優茄、鈴木菜絵、冨田麻友、畑山亜梨紗、藤本紗羅、村中聡美

### 第二回セレクション審査
- 最終審査：2009年5月
- 不合格者：無し

### 第三回セレクション審査
- 最終審査：2009年11月30日
- 不合格者：浅居円、石井彩夏、石部郁、郭グレース、小水七海、坂本莉央、杉山未来、冨手麻妙、三木にこる、村中聡美[242]

### 第四回セレクション審査
- 最終審査：2010年6月12日
- 不合格者：石黒貴己、絹本桃子、高松恵理（辞退）、藤本紗羅[243]

### 第五回セレクション審査
- 最終審査：2010年9月29日・30日
- 不合格者：岩崎仁美、佐野友里子

### 第六回セレクション審査
- 最終審査：2012年8月4日[244]
- 不合格者：雨宮舞夏、北汐莉、長谷川晴奈、森山さくら、渡邊寧々[245]

審査対象者は12期生と13期生で、加入直後の14期生は対象外。同日の研究生公演終了後に行われた。